# Raymond Depardon
Pour les articles homonymes, voir Depardon.
Ne doit pas être confondu avec Gérard Depardieu.
Raymond Depardon, né le 6 juillet 1942 à Villefranche-sur-Saône, est un photographe, réalisateur, journaliste et scénariste français. Réalisateur de film documentaire, il exerce aussi comme reporter et a créé l'agence photographique Gamma en 1966. Il est membre de Magnum Photos depuis 1979.
Il s'est vu décerner plusieurs distinctions dont le Grand Prix national de la photographie, plusieurs Césars du cinéma, le Prix Louis-Delluc, et le Prix Nadar. Il est aussi l'auteur du portrait officiel du président François Hollande.

## Biographie
Raymond Depardon découvre la photographie à 12 ans grâce à un appareil 6x6 offert pour son frère, mais celui-ci s’en désintéresse et Raymond commence à utiliser cet appareil ; il prend ses premiers clichés dans la ferme familiale du Garet. Un certain Lucien Dune lui transmet son savoir. Après son certificat d'études, il devient apprenti dans une boutique de photographie de Villefranche-sur-Saône avant de suivre par correspondance des cours de photographie et d'installer un petit laboratoire de photographie dans la ferme de ses parents. En octobre 1958, il devient l'assistant du photographe Louis Foucherand à Paris. Mais, en 1959, celui-ci s'associe avec Louis Dalmas pour fonder l'agence Dalmas et il ne peut garder Raymond comme employé ; Depardon devient alors pigiste de cette agence et finit, à force de persévérance, par être reconnu comme photographe : en août 1960, alors qu'il n'a que dix-huit ans, Dalmas lui propose de partir au Sahara avec un forfait de 800 francs pour suivre une expédition cherchant à étudier la résistance du corps humain à la chaleur.
En arrivant, l'expédition est confrontée à un fait divers : quelques jeunes appelés du contingent qui, le jour du 15 août, étaient partis chasser la gazelle, se sont perdus. Les membres de l'expédition partent à leur recherche, escortés de militaires et de médecins de l'hôpital américain. Ils les trouvent et parviennent à en sauver trois sur sept. Raymond photographie « l'événement ». À leur retour à Tabelbala, d'après Raymond Depardon, le capitaine de la légion le fait appeler dans son bureau et lui demande de lui donner ses films. Il aurait refusé, prétextant les avoir déjà transmis à une autre personne : quelques mois plus tôt, on lui avait appris à l'agence Dalmas qu'il ne devait jamais donner ses films à la police. À son retour, son reportage fait la une de France-Soir et de Paris Match. Raymond Depardon devient alors reporter salarié au sein de l'agence Dalmas.

### Photographe et cinéaste
Raymond Depardon couvre ensuite la guerre d'Algérie et la guerre du Viêt Nam, mais aussi des sujets d'actualité, et traque les célébrités comme un authentique « paparazzo ». En 1966, il fonde avec Gilles Caron l'agence Gamma.
Parallèlement à son travail de photographe, il commence à réaliser des films documentaires. En 1969, il filme pour l'agence Gamma la cérémonie en l'honneur de Jan Palach, jeune Tchèque qui s'est immolé par le feu pour protester contre l'invasion de la Tchécoslovaquie. À la demande de Valéry Giscard d'Estaing, il tourne en 1974 un film sur sa campagne électorale. Sa projection est longtemps refusée par le nouveau président de la République. Giscard, qui en a eu, après le montage, quatre projections privées, supporte mal de se voir «au naturel», et ce n'est qu'en février 2002 que 1974, une partie de campagne est diffusé à la télévision (Arte) et au cinéma. Son titre initial était 50,81 %, le pourcentage des voix obtenu par Giscard d'Estaing à l'élection présidentielle : « Le titre a changé. J'aimais bien le premier, 50,81%... Mais Giscard voulait autre chose. Il a proposé La Victoire en chantant. C'était un peu trop ! On s'est mis d'accord : j'ai demandé 1974 ; il a choisi Une partie de campagne. On a fait un collage : faut faire avec », explique a posteriori Raymond Depardon. Il explique également que, pendant le tournage, Giscard « aimait être seul et détestait les états-majors. Mais il n'oublie jamais la caméra, c'est un grand acteur, un séducteur, un manipulateur. Parfois, je n'arrête pas d'enregistrer alors qu'il croit que c'est fini. Je saisis alors des choses qu'il ne contrôle plus. Tout le film repose sur cela ». Certaines scènes marquent particulièrement les esprits sans être pour autant spectaculaires, comme celle ou Giscard attend seul, dans une salle du Louvre (qui abritait à l'époque le ministère des Finances) les résultats du second tour de l'élection présidentielle. Dans la longue période entre le tournage (1974) et la diffusion (2002), Depardon acquiert par ses travaux une notoriété certaine. Une curiosité se crée naturellement autour de ce documentaire dont l'existence est connue mais que très peu de personnes ont pu voir. Une curiosité renforcée par l'interdiction de le diffuser imposée par Giscard. Le film, que ce candidat espérait sans doute initialement hagiographique et triomphant, montre une campagne électorale avec un futur président qui reste humain, souvent banal, et quelquefois désinvolte. Finalement, Giscard d'Estaing autorise la diffusion.
Dans Numéros zéros, tourné en 1977, Raymond Depardon filme la genèse du premier numéro du Matin de Paris, un nouveau quotidien lancé par Claude Perdriel. Pour se faire plus discret et avoir le moins d'influence possible sur les sujets qu'il filme, il filme sans preneur de son, seul derrière sa caméra avec un micro placé sur la caméra. Depardon doit attendre trois ans pour que Claude Perdriel accepte la diffusion du film qui ne sort sur les écrans français qu'en 1980 après avoir reçu le prix Georges-Sadoul en 1979.
En 1978, Raymond Depardon rejoint l'agence Magnum et quitte l'agence Gamma en 1979. Il se rend en 1979 en Afghanistan où il suit pendant cinq semaines une colonne de maquisards. Ses photos et les textes qui les accompagnent sont publiés sous le titre de Notes chez Arfuyen. En 1981, son film Reporters, où il suit des reporters de l'agence Gamma en action, reste sept mois à l'affiche du cinéma Quartier latin. Il est le directeur de la photographie du film Pékin central de Camille de Casabianca, un des premiers films de fiction tourné par des Occidentaux en Chine.
Marié en 1987 avec Claudine Nougaret, productrice de cinéma, réalisatrice et ingénieur du son, il affirme travailler avec elle à parts égales sur ses films depuis la seconde moitié des années 1980.
Il reçoit le Grand Prix national de la photographie en 1991.
Après son documentaire Faits divers datant de 1983, Depardon poursuit en 1994 son travail cinématographique sur l'institution judiciaire avec Délits flagrants, qui obtient le César du meilleur documentaire. Puis avec 10e chambre, instants d'audience en 2004 où il filme des audiences du tribunal correctionnel de Paris et pour lequel il est nommé pour le César du meilleur documentaire. Au cours des années 2000, Raymond Depardon commence un travail documentaire sur le monde paysan intitulé Profils paysans. Le premier volet, L'Approche, sort en 2001, le second, Profils paysans: le quotidien, en 2005 et le dernier, La Vie moderne, en 2008. Sa recherche esthétique passe par un travail sur le son avec Claudine Nougaret et Jean-Pierre Beauviala. Le 12 décembre 2008, il est honoré du prix Louis-Delluc pour son film Profils paysans, la vie moderne, pour lequel il est également nommé pour le César du meilleur documentaire.
Début 2006, Depardon expose à la Maison européenne de la photographie à Paris ses portraits de personnalités politiques. La même année, il est le commissaire invité des Rencontres internationales de la photographie d'Arles (37es du nom) du 4 juillet au 17 septembre 2006.
En 2010, il fonde avec Diane Dufour un lieu indépendant consacré à l'image document dans le 18e arrondissement de Paris, Le Bal.
En 2011, il présente La France de Raymond Depardon à la Bnf, une exposition de photos regroupant des clichés, réalisés dans toute la France durant cinq ans, sur ce qui semble des non-sujets, à la fois insolites et banals. En 2012, son film Journal de France, réalisé avec Claudine Nougaret, est présenté hors compétition au festival de Cannes, et nommé pour le César du meilleur documentaire.
En 2012, le président de la République française, François Hollande, choisit Raymond Depardon pour faire son portrait officiel. Raymond Depardon a réalisé le portrait le 29 mai 2012 dans le jardin du palais de l'Élysée. En 2013, il expose au Grand Palais un choix de photographies intitulées un moment si doux, avec comme commissaire Hervé Chandes et rencontre un grand public. Cette exposition est reprise en 2014 au Mucem avec des vues de Marseille inédites. En novembre 2016, il cosigne une tribune avec d'autres personnalités du monde du spectacle pour dénoncer le « Hollande-bashing » rappelant « tout ce qui a été accompli » notamment « la sanctuarisation du budget de la culture »,.
En janvier 2016, un nouveau film Les Habitants, sort en salle. Il l'a tourné dans un studio mobile (installé dans une caravane), saisissant des «fragments de vie» d'habitants de différentes villes de France rencontrés au hasard de déambulations urbaines, et qu'il invite à terminer leur conversation dans cette caravane. En mai 2017, il présente le film 12 Jours au festival de Cannes, nommé pour le César du meilleur documentaire. Ce film est consacré à des audiences entre des patients internés sous contrainte en hôpital psychiatrique et un juge des libertés et de la détention. Le juge doit statuer sur le prolongement ou non de l'internement. Un tel entretien doit obligatoirement être effectué dans les 12 jours qui suivent ce type d'entrée en hôpital psychiatrique. Ce documentaire se place dans la lignée d'autres œuvres qui avaient déjà marquées les esprits et qui étaient consacrées à d'autres «comparutions», Délits flagrants diffusé en 1994 (montrant des audiences en déféré devant un substitut du procureur), puis, dix ans plus tard, en 2004, 10e chambre, instants d’audience. En octobre 2017, une exposition rétrospective est organisée à la Fondation Henri-Cartier-Bresson. En juillet 2018, l'exposition Depardon USA 1968-1999 est présentée aux Rencontres internationales de la photographie d'Arles, reprenant des photographies effectués aux États-Unis sur plusieurs décennies,. En 2019, Mon arbre, co-réalisé avec Claudine Nougaret, est présenté à la Fondation  Cartier pour l'art contemporain. En 2022, une exposition, intitulée Son œil dans ma main, est organisée à l'Institut du monde arabe, associant différentes photographies prises en Algérie (ou en Suisse des négociateurs algériens des Accords d'Évian), en 1961 (presque ses débuts comme reporter, envoyé couvrir des moments historiques, les «événements» liés à la décolonisation) puis en 2019, des images commentés par Kamel Daoud.
En septembre 2024, il reçoit le prix de la Bibliothèque nationale de France, créé en 2009, qui récompense l'œuvre entière d'un auteur vivant de langue française quelle que soit sa discipline. Lors de la remise du prix; à l'occasion du dîner de gala  de la BnF, dans la salle Ovale du site Richelieu, le président de la BnF, Gilles Pécout, qui présidait le jury a déclaré : « Avec Raymond Depardon, le prix de la BnF distingue un artiste aux talents multiples, observateur de la société contemporaine, rappelant ainsi l'importance de la photographie dans nos collections patrimoniales et nos manifestations culturelles ».

## Œuvre photographique

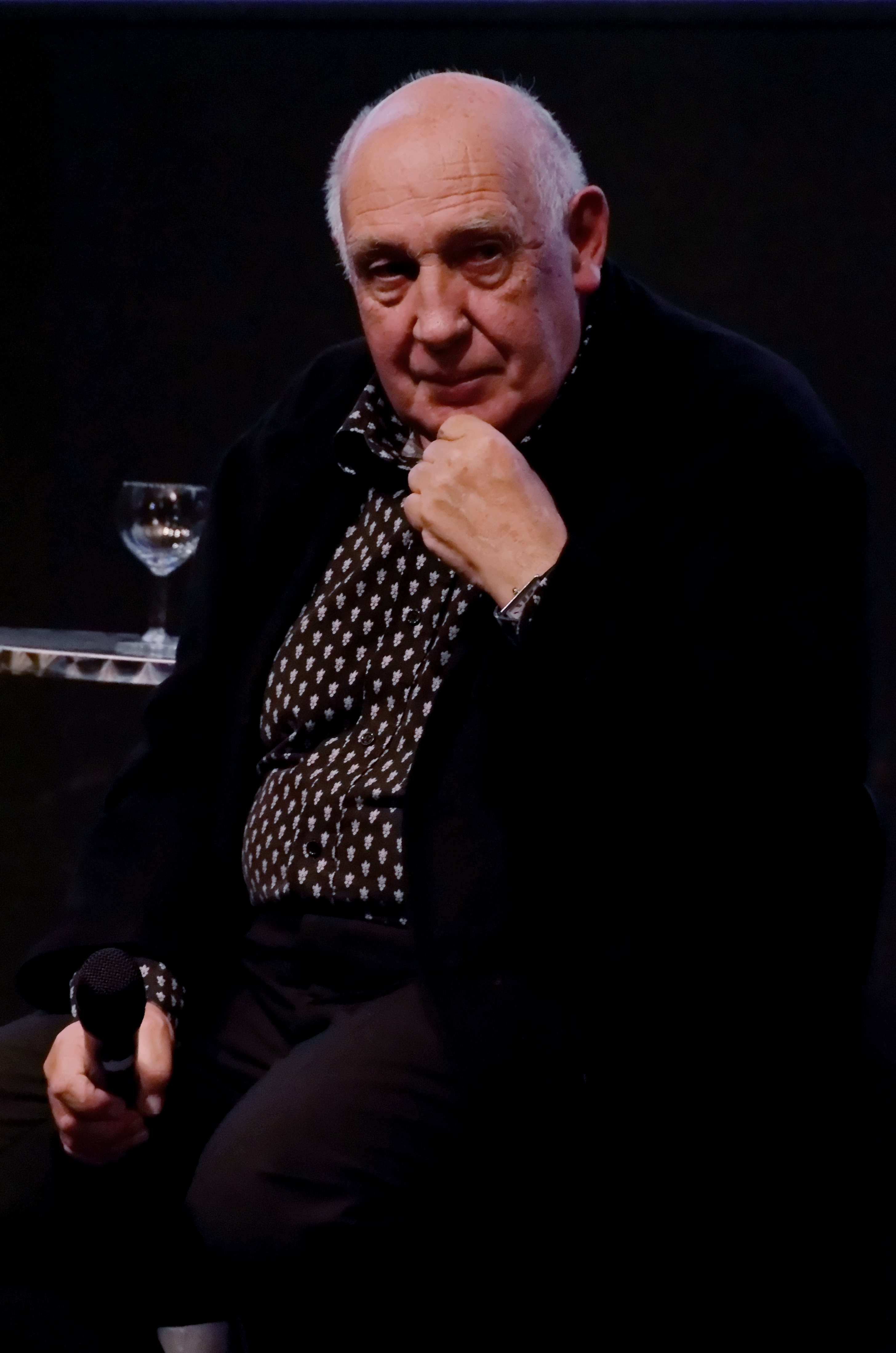
Raymond Depardon en 2015.

Un des traits les plus caractéristiques de l'œuvre photographique de Raymond Depardon est la revendication de la subjectivité du photographe et de sa volonté de photographier des «non-sujets», des « temps morts », ce en quoi il se détache de l'école du reportage humaniste à l'européenne de Cartier-Bresson et se rapproche de l'école américaine et des photographes tels que Walker Evans et Paul Strand. Un exemple assez caractéristique est cet ensemble de photographies prises à travers la France, intitulée La France de Depardon, et donnant lieu à une exposition (à la BnF) et à un ouvrage. Le titre choisi rappelle aussi la subjectivité des clichés, qu'il revendique. Un autre ouvrage significatif, le recueil Notes publié en 1979, est composé d'une centaine de photographies accompagnées de textes écrits à la première personne, entre l'exigence journalistique (le monde extérieur) et l'autobiographie (le monde intérieur).
Au cours de l'été 1981, pendant un mois, depuis New York, il envoie chaque jour au quotidien Libération une photo prise à New York, sans lien avec une actualité, accompagnée d'un texte très bref, toujours à la première personne. Le seul impératif est temporel : il est lié à l'heure de bouclage du journal. Raymond Depardon erre dans la ville et se laisse aller aux sollicitations visuelles de l'univers qui l'entoure : fil des rues, rencontres de hasard, personnages côtoyés dans l'exercice de son métier… « temps morts » toujours. Les photos et les notes de ce mois de juillet 1981 sont publiées à la fin de l'année sous le titre de Correspondance new-yorkaise avec un texte d'Alain Bergala précisément intitulé Les absences du photographe,. Certaines des images contenues dans ce recueil sont parmi les plus connues de Raymond Depardon. Celui-ci poursuit dans cette voie en 1983 avec Le Désert américain qui lui permet de continuer à se chercher intérieurement tout en poursuivant les fantômes de ses prédécesseurs et le souvenir de Gilles Caron, l'ami prématurément disparu.
Il semble qu'une telle démarche trouve son accomplissement avec Errance qui donne lieu, en 2000, à une exposition et à un nouveau livre. Les photos, toutes verticales, sont réalisées à l'aide d'un appareil moyen format muni d'un objectif fixe. Il va introduire dans ses compositions, en rupture avec la classique règle des 2/3 1/3,une ligne horizontale centrale qui sépare l'image en deux. Pour ce qui est du propos, l'attention au paysage, le plus souvent urbain, est privilégiée, tandis que le texte occupe de plus en plus d'espace. Jamais explicative, souvent sans lien explicite avec les images qu'elle accompagne, la prose de Depardon traite pourtant aussi de l'errance, de la solitude et de la difficulté à se trouver soi-même. Cette prose joue avec le noir et blanc des photos et, très vite, un va-et-vient s'établit entre deux lectures qui influent l'une sur l'autre.
Photographies de personnalités politiques, paru en 2006, se situe dans le droit fil de cette démarche : Raymond Depardon cherche à photographier les personnalités politiques dans l'authenticité de leur action, en y ajoutant son regard : « Montrer la solitude de la personnalité politique est au centre de mon travail ».
Selon lui, l'âge d'or de la photographie politique se situe entre mai 68 et 1982. C'est l'ère de « la photo de contact ». Il voit dans la période actuelle un retour à la tendance « détestable » des débuts de la Ve République avec le contrôle absolu des responsables de la communication. De même, sa photo de Nixon en 1968 ou son documentaire sur la campagne électorale de 1974 de Valery Giscard d'Estaing, avec la liberté dont il jouissait, ne lui semblent plus réalisables désormais.
C'est peut-être pourquoi un de ses travaux lui permet d'affirmer son indépendance vis-à-vis d'un système où il se sent parfois mal à l'aise. Reprenant à son compte un projet auquel il avait collaboré dans le cadre de la mission photographique de la DATAR dans les années 1980, puis envisagé au cours d’une commande en 1998, il parcourt seul la France en camping-car, afin de réaliser un portrait du pays au début du siècle. Pendant cinq ans, entre décembre 2004 et février 2010, il effectue des sorties qui lui permettent de traverser soixante-cinq départements en cumulant, au total, un an de prises de vue à l’aide de deux chambres grand format. Très peu de personnages dans La France de Raymond Depardon (2010), seulement des lieux aux couleurs très travaillées et une vision qui, pour être personnelle, n'en rejoint pas moins deux traditions : la première est américaine (on pense, bien sûr, à Walker Evans et Paul Strand) ; la seconde est française (certaines pages évoquent, malgré l'emploi de la couleur, Eugène Atget). Par ailleurs, l’empathie qui caractérisait les reportages au Sahel ou en Afrique noire, par exemple, cède la place, le détachement aidant, à un effort de compréhension qui rapproche le film d’une étude sociologique en images, étude dont la sensibilité n'est, toutefois, jamais exclue.
En octobre 2014, Raymond Depardon, présente une grande exposition rétrospective de son travail en couleur depuis la fin des années cinquante jusqu'à aujourd’hui, intitulée Un moment si doux, au musée des civilisations de l'Europe et de la Méditerranée (MuCEM) à Marseille,. Il y montre 137 photographies en couleur réalisées durant sa carrière, dont 40 spécialement réalisées pour l'exposition au MuCEM, notamment à Marseille, avec un certain nombre de tirages grand format et des séries sur la ferme de ses parents (La Ferme du Garet, près de Villefranche-sur-Saône) dans les années soixante, le Chili en 1971, le Liban en 1978, Glasgow en 1980, le Tchad, l'Éthiopie, pays où il est retourné dans les années 2010, et enfin Marseille en 2014. « En couleur, je cherche moins la belle photo à faire, "le beau Fragonard" comme on disait à Gamma », explique-t-il « Je ne suis plus le même. Mes proches trouvent que ça me ressemble davantage ».

## Œuvre cinématographique

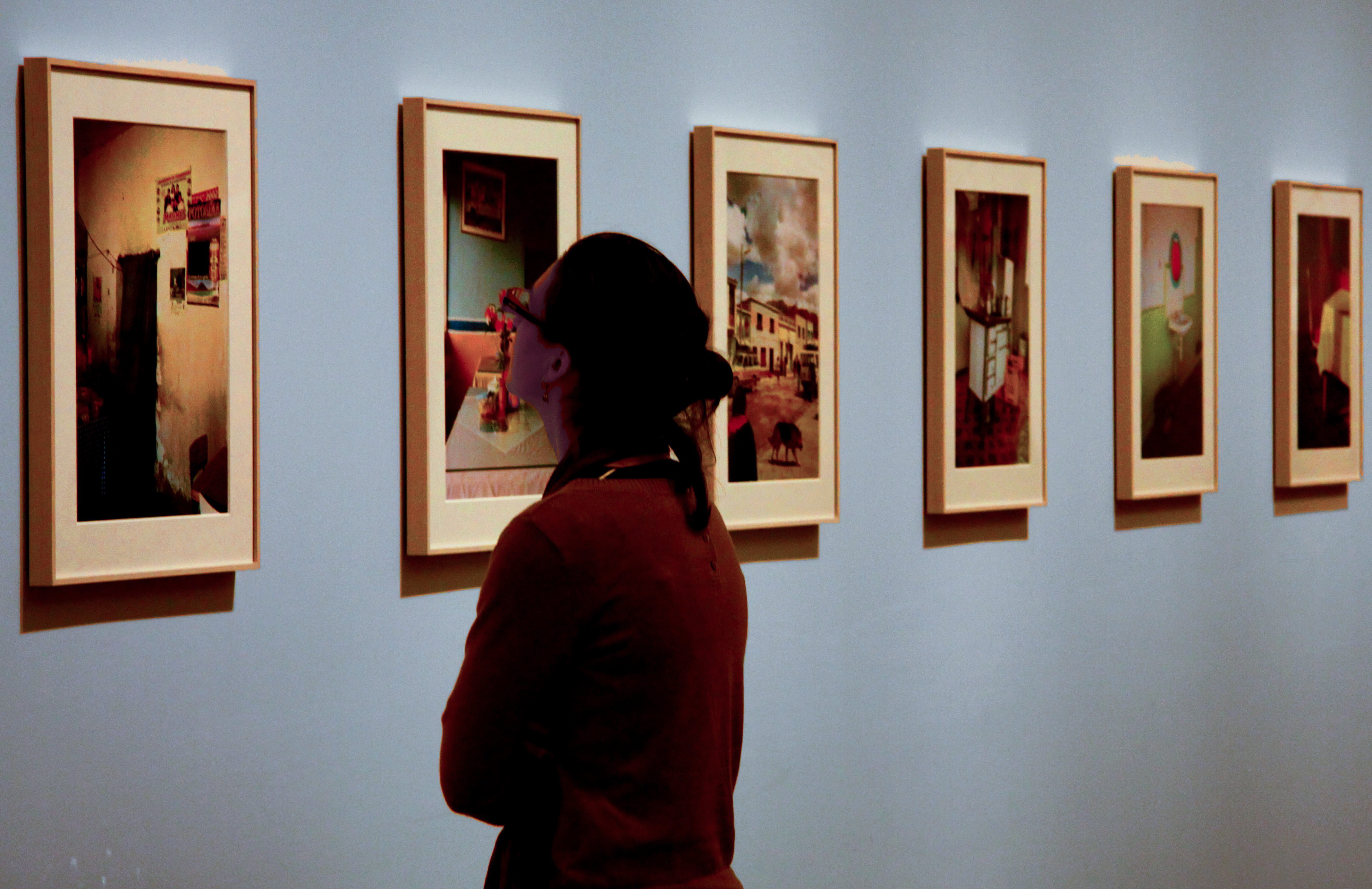
Exposition : Un moment si doux.

Depardon a touché à presque tous les genres du documentaire et réalisé de nombreux films importants, portant son regard humaniste aussi bien au Tchad - son film de 1989, La Captive du désert, met en scène Sandrine Bonnaire dans le rôle de l'archéologue Françoise Claustre, une Française qui fut deux ans et demi otage au Tchad d'Hissène Habré et qu'il interviewa pendant sa captivité - que sur un asile psychiatrique, aux urgences, dans les palais de justice ou sur les problèmes du monde paysan dont il est issu.
Deux de ses premiers films suivent le travail de la presse et de ses fournisseurs : Numéros zéros montre les préparatifs d'un nouveau quotidien, Le Matin de Paris ; Reporters suit pendant tout le mois d'octobre 1980 les photographes de l'agence Gamma, entre couverture de l'actualité et chasses aux people pour des clichés de paparazzi.

## Filmographie
- 1963 : Vénézuéla, court-métrage
- 1969 : Jan Palach, court-métrage
- 1970 : Tchad 1 : L'Embuscade Les révolutionnaires du Tchad
- 1973 : Yemen : Arabie heureuse, court-métrage
- 1974 : 1974, une partie de campagne (diffusé seulement à partir de 2002)
- 1975 : Tchad 2 Les révolutionnaires du Tchad
- 1976 : Tibesti Too
- 1976 : Tchad 3 les révolutionnaires du Tchad
- 1977 : Numéros zéros
- 1980 : Dix minutes de silence pour John Lennon, court-métrage
- 1981 : Reporters
- 1982 : Piparsod, court-métrage
- 1982 : San Clemente
- 1983 : Faits divers
- 1984 : Les Années déclic
- 1985 : Empty Quarter (Une femme en Afrique)
- 1986 : New York N.Y., court-métrage
- 1987 : Urgences
- 1988 : Le Petit Navire, court-métrage
- 1989 : Une histoire très simple, court-métrage
- 1990 : Contacts, court-métrage
- 1990 : La Captive du désert
- 1993 : Cartagena, court-métrage
- 1993 : Face à la mer, court-métrage
- 1994 : Montage
- 1994 : Délits flagrants
- 1995 : À propos de Nice, la suite
- 1995 : Paroles d'appelés, court-métrage
- 1995 : La Prom', court-métrage
- 1995 : Lumière et Compagnie
- 1996 : Malraux, court-métrage
- 1996 : Afriques : comment ça va avec la douleur ?
- 1997 : Amour, court-métrage
- 1998 : Paris
- 1998 : Bolivie, court-métrage coréalisé avec Claudine Nougaret
- 1998 : Un amour qui m'irait bien, vidéo clip de Véronique Sanson
- 1999 : Muriel Leferle
- 1999 : Emmaüs Mouvement (1949-1999 : Emmaüs a 50 ans)
- 2000 : Déserts, court-métrage
- 2001 : Profils paysans : L'Approche
- 2002 : Un homme sans l'Occident
- 2003 : Chasseurs et Chamans, court-métrage
- 2004 : Quoi de neuf au Garet ?, court-métrage coréalisé avec Claudine Nougaret
- 2004 : 10e chambre, instants d'audience
- 2005 : Profils paysans : Le Quotidien
- 2007 : Chacun son cinéma,
- 2007 : Cinéma d'été, court-métrage
- 2008 :  Profils paysans : La Vie moderne
- 2008 : Donner la parole, court-métrage coréalisé avec Claudine Nougaret
- 2010 : La France de Raymond Depardon, court-métrage coréalisé avec Claudine Nougaret
- 2011 : Au bonheur des maths, court-métrage coréalisé avec Claudine Nougaret
- 2012 : Journal de France, coréalisé avec Claudine Nougaret
- 2016 : Les Habitants
- 2017 : 12 Jours[44]

## Publications
- Jeux olympiques de Mexico avec Yves Nouchi, Solar, Paris, 1968
- Chili, avec Chas Gerretsen et David Brunett, 1974
- Tchad, Gamma, Paris, 1977
- Gilles Caron reporter, Le Chêne, Paris, 1977
- Notes, Arfuyen X, Paris, 1979 ; réédité avec La solitude heureuse du voyageur, coll. « Points », Le Seuil, Paris, 2006
- Correspondance New-Yorkaise, avec un texte d'Alain Bergala : Les Absences du photographe, coll. « Écrit sur l’image », Libération/L'Étoile, Paris, 1981 ; réédition augmentée sous le titre New York, Cahiers du Cinéma, 2006
- Le Désert américain, avec un texte de Serge Toubiana : La route de nuit, coll. « Écrit sur l’image », L'Étoile, Paris, 1983 ; réédition coll. « Bibliothèque des arts », Hazan, 2007
- San Clemente, Centre national de la photographie, 1984
- Les Fiancées de Saïgon, avec Alain Bergala, Cahiers du cinéma, Paris, 1986
- Hivers, Arfuyen/Magnum, Paris, 1987
- Vues, Le Monde, Paris, 1988
- La Pointe du Raz, Marval, Paris, 1991
- La Colline des Anges, retour au Vietnam (1972-1992), avec Jean-Claude Guillebaud, Le Seuil, 1993 ; réédition coll. « Points », Éditions du Seuil, Paris, 2006
  - traduction anglaise : Return to Vietnam, Verso, Londres - New York, 1994
- La porte des larmes, retour vers l’Abyssinie, avec Jean-Claude Guillebaud, Éditions du Seuil  1996 ; réédition coll. « Points », Le Seuil, Paris, 2008
- En Afrique, Seuil, Paris, 1996 ; réédition augmentée : Afrique(s), Hazan, 2005 ; coll. « Points », Éditions du Seuil, Paris, 2010
- La Ferme du Garet, Paris, éd. Carré, 1995,  (ISBN 2-908393-23-9) ; Actes Sud, 1997  (ISBN 2-7427-4285-9)
- Silence rompu, La joie de Lire, Genève, 1998
- Voyages, 1998, 1999, 2000, 2004, Hazan, Paris  (ISBN 2-85025-642-0)
- Rêves de désert avec Titouan Lamazou, éditions Gallimard, 2000
- Détours, Maison européenne de la photographie, Paris, Prix Nadar, 2000
- Désert, un homme sans l'occident, Éditions du Seuil, Paris, 2003
- Corse, avec Jean-Noël Pancrazi, Éditions du Seuil, Paris, 2000 ; réédition coll. « Points », Éditions du Seuil, Paris, 2004
- Errance, Seuil, Paris, 2000 ; réédition coll. « Points », Éditions du Seuil, Paris, 2004
- Raymond Depardon, coll. « Photo Poche », Nathan/VUEF, 2002  (ISBN 2-09-754-132-1)
- J.O., Éditions du Seuil, Paris, 2004
- Images politiques, La Fabrique, 2004
- Photographies de personnalités politiques, Seuil, 2006  (ISBN 978-2-7578-0374-5) (1re publication  (ISBN 2-02-082685-2)) ; , coll. « Points », Éditions du Seuil, Paris, 2007
- L’Être photographe, entretiens avec Christian Caujolle, Éditions de l’Aube/France Culture, La Tour d’Aigues, 2007
- 1968, une année autour du monde, coll. « Points », Éditions du Seuil, Paris, 2008
- La Terre des paysans, Seuil, 2008  (ISBN 978-2-02-097631-2) ; réédition augmentée sous le titre : Paysans, coll. « Points », Le Seuil, Paris, 2009
- Un aller pour Alger, coll. « Points », Éditions du Seuil, Paris, 2010
- Beyrouth, centre-ville, coll. « Points », Éditions du Seuil, Paris, 2010
- La France de Raymond Depardon, Le Seuil/BNF, Paris, 2010
- J.O. (1964-1980), avec un entretien mené par Philippe Séclier, coll. « Points », Le Seuil, Paris, 2012
- Le Désert, allers et retours, propos recueillis par Eric Hazan, La fabrique éditions, Paris, 2014
- Méditerranée, publié à l’occasion de l'exposition Un moment si doux présentée au MuCEM, à Marseille, du 29 octobre 2014 au 2 mars 2015, 112 pages, 82 photographies couleur et N&B, Éditions Xavier Barral, en coédition avec le MuCEM, 2014  (ISBN 978-2-36511-063-1)
- Berlin fragments d'une histoire allemande, Seuil, 2014
- Carthagène avec des dessins de Jacques de Loustal, collection Aire libre, Dupuis, 2015
- Adieu Saïgon, Éditions du Seuil, 2015.
- Les Habitants, Éditions du Seuil, 2016.
- Glasgow, préface de William Boyd, Éditions du Seuil, 2016.
- Bolivia, Fondation Cartier pour l’art contemporain, 2017.
- Traverser, préface d’Agnès Sire, entretien avec Raymond Depardon, Éditions Xavier Barral, 2017.
- Les JO de Raymond Depardon, t. 56, Reporters sans frontières (RSF) / édition illustrée, coll. « 100 photos pour la liberté de la presse », 7 décembre 2017, 144 p. (ISBN 978-2362200489)[45].
- Depardon USA, textes de Philippe Séclier, Éditions Xavier Barral, 2018.  (ISBN 978-2-36511-184-3)
- LA 82, avec Olivier Assayas, préface de Serge Toubiana, Éditions du Seuil, 2019.  (ISBN 9782021318135)
- Raymond Depardon : 1962-1963, photographe militaire, Gallimard, Ministère des Armées, ECPAD, 2019.  (ISBN 9782072838514)
- Rural, Édition Fondation Cartier pour l’art contemporain, Paris, 2020.  (ISBN 978-2-86925-162-5)
- La Chambre, texte de Jacques Rancière, livre d’artiste tiré à 500 ex. Atelier EXB, Paris 2020.  (ISBN 978-2-36511-279-6)
- Raymond Depardon (postface Salomé Berlioux), Communes, Paris, Fondation Cartier, 2021, 128 p. (ISBN 2869251696)
- Raymond Depardon et Kamel Daoud, Son œil dans ma main, Marseille, Images Plurielles, 2022, 232 p. (ISBN 978-2-919436-51-4)
- avec David Burnett, Septembre au Chili, 1971-1973, Atelier EXB, 2023.
- avec Kamel Daoud, Désert, Éditions Fondation Cartier pour l'art contemporain, 2025, ISBN 978-2-86925-189-2

## Expositions
Liste non exhaustive
- 1988 : Raymond Depardon, Festival Photofolies, Rodez
- 1990 : Rencontres internationales de la photographie, Arles
- 2000 : Détours, Maison européenne de la photographie, Paris
- 2004 : Raymond Depardon, 7 x 3, Fondation Cartier pour l’art contemporain, Paris
- 2006 : Raymond Depardon : Photographies de personnalités politiques, du 19 janvier au 5 mars 2006, Maison européenne de la photographie, Paris
- 2010 : La France de Raymond Depardon[46], du 30 septembre 2010 au 9 janvier 2011, Bibliothèque nationale de France, Paris
- 2013 : Raymond Depardon : un moment si doux, au Grand Palais, Paris, du 14 novembre 2013 au 10 février 2014[47]
- 2014 : Raymond Depardon : un moment si doux, du 29 octobre 2014 au 2 mars 2015, au MuCem, à Marseille
- 2014 : Rencontres d'Arles, Arles
- 2016 : Retour en Bolivie, UNESCO, Paris
- 2017 : Traverser, du 13 septembre au 17 décembre 2017 à la Fondation Henri-Cartier-Bresson à Paris.
- 2017 : Un paysage français – une aventure photographique (1984 – 2017) à la Bibliothèque nationale de France, site François Mitterrand, du 24 octobre 2017 au 4 février 2018.
- 2018 : Depardon USA, 1968 – 1999, Rencontres d’Arles, espace Van Gogh, du 2 juillet au 23 septembre 2018.
- 2018 : Traverser, Espace Lympia, Nice
- 2018 : Depardon et les Alpes Maritimes, Pavillon de l’Horloge, Nice
- 2018 : Raymond Depardon - Photos des Jeux Olympiques, Musée national du Sport, Nice
- 2019 : Paysages d’architecture : une promenade à Issy par Raymond Depardon, Musée français de la carte à jouer, Issy-les-Moulineaux
- 2019 : Raymond Depardon : 1962-1963, photographe militaire, Musée national de la Marine, Toulon
- 2021 : Raymond Depardon, films, photos et voyages, Institut Lumière, Lyon, du 27 août au 2 octobre[48]
- 2021 : Raymond Depardon, photographe militaire, Musée des Beaux-arts, Châlons-en-Champagne
- 2021: Raymond Depardon, La terre des paysans, Centre arts et cultures Les Essar[t]s de Bram du 29 mai au 3 octobre
- 2021 : Raymond Depardon La vita moderna, Fondation Cartier pour l’art contemporain, Triennale Milano, Milan, du 15 octobre 2021 au 10 avril 2022[49]
- 2022 : Son œil dans ma main, Institut du monde arabe, Paris, du 8 février au 17 juillet[50]
- 2022 : « Communes », Pavillon populaire, Montpellier, du 16 février au 24 avril[51]

- 2024: LES JEUX OLYMPIQUES 1964-1980 DE RAYMOND DEPARDON, Frac Bretagne à Rennes.

## Rétrospectives (cinéma)
- Rétrospective des films de Raymond Depardon à la cinémathèque française, du 14 novembre au 1er décembre 2013
- Rétrospective des films de Raymond Depardon au cinéma Les 3 Luxembourg, octobre-novembre 2017

## Récompenses et distinctions
- Chevalier de la Légion d'honneur (13 juillet 2016)[52].
- Officier de l'ordre national du Mérite (promu le 15 mai 2025) ; chevalier du 1er décembre 2008[53]
- Commandeur de l'ordre des Arts et des Lettres (1999)[54]

### Principales récompenses
- 1981 : César du meilleur documentaire pour Reporters[22]
- 1986 : César du meilleur court métrage pour New York NY
- 1989 : Prix spécial de l'aide à la création de la Fondation Gan pour le Cinéma pour La Captive du désert
- 1991 : Grand Prix national de la photographie[22]
- 1996 : Grand Prix de Yamagata pour Afriques : comment ça va avec la douleur ?
- 1995 : César du meilleur documentaire pour Délits flagrants[22]
- 2000 : Prix Nadar[55]
- 2006 : Globe de cristal du meilleur artiste plasticien
- 2008 : Prix Louis-Delluc pour La Vie moderne
- 2010 : Personnalité culturelle de l'année, prix remis par Radio France, l'agence Community et Kantar[56]
- 2017 : Prix de la meilleure photographie au Festival international du film francophone de Namur pour le film 12 jours[57]
- 2024 : Prix de la Bibliothèque nationale de France[58],[35]

### Nominations
- 2004 : César du meilleur film documentaire pour 10e chambre, instants d'audience.
- 2009 : César du meilleur film documentaire pour La Vie moderne.
- 2013 : César du meilleur documentaire pour Journal de France.
- 2018 : César du meilleur film documentaire pour 12 jours.